# Pan Pancerny
Pan Pancerny – singel warszawskiej grupy Kult wydany w kwietniu 2006 roku przez wytwórnię S.P. Records. Singel promował album Poligono Industrial.

## Lista utworów
1. „Pan Pancerny – wer. z poligonu (oryginał)”
2. „Pan Pancerny – wer. medialna”
3. „Pan Pancerny – wer. alternatywna dla mediuff”
4. „Pan Pancerny – wer. elektro-statystyczna”
5. „Pan Pancerny – wer. na głos i dwa fortepiany (Zielona Góra '77)”
6. „Chcemy do domu – wer. z piwnicy u Banana”
7. teledysk „Pan Pancerny”[1]

- słowa: Kazik Staszewski
- muzyka: Kult